# VI Międzynarodowe Spadochronowe Mistrzostwa Polski w Akrobacji Zespołowej RW-4 Gliwice 1997
 VI Międzynarodowe Spadochronowe Mistrzostwa Polski w Akrobacji Zespołowej RW-4 Gliwice 1997 – odbyły się 27-28 września 1997 na gliwickim lotnisku. Gospodarzem Mistrzostw był Aeroklub Gliwicki wraz z Sekcją Spadochronową Aeroklubu Gliwickiego, a organizatorem Aeroklub Polski i Aeroklub Gliwicki. Do dyspozycji skoczków był samolot An-2 SP-AOI. Skoki wykonywano z wysokości 3 050 metrów (10 000 stóp) i opóźnieniem 35 sekund. Wykonano 5 kolejek skoków.

## Rozegrane kategorie
Mistrzostwa rozegrano w jednej kategorii:
- Akrobacja zespołowa RW-4.

## Kierownictwo Mistrzostw
- Dyrektor Mistrzostw – pil. Ryszard Mandziej
- Komisja sędziowska – Maciej Antkowiak, Wojciech Zugar, Jan Isielenis
- Kierownik Sportowy – pil. Ryszard Ptaszek
- Kierownik Skoków – instr. Krzysztof Stawinoga.

Źródło: 

## Medaliści
Medalistów VI Międzynarodowych Spadochronowych Mistrzostw Polski w Akrobacji Zespołowej RW-4 Gliwice 1997 podano za: Lidia Kosk: Wyniki Mistrzostw Polski w Formation Skydiving, lata 1989–2014. [dostęp 2021-02-08]. (pol.).
| Konkurencja              | Złoto           | Srebro       | Brąz              |
| Akrobacja zespołowa RW-4 | Aeroklub Polski | Aeroklub ROW | Aeroklub Gliwicki |

## Wylosowane zestawy figur
Wylosowane zestawy figur VI Międzynarodowych Spadochronowych Mistrzostw Polski w Akrobacji Zespołowej RW-4 Gliwice 1997 podano za: Jan Isielenis, Archiwum Sekcji Spadochronowej Aeroklubu Gliwickiego, 1997. Brak numerów stron w książce
- I kolejka 1 – 5 – 12)
- II kolejka (M – G – 20 – 24)
- III kolejka (3 – 11 – 13)
- IV kolejka (D – 2 – F – 6)
- V kolejka (7 – 21 – 15)
- VI kolejka (A – 19 – 9).

## Wyniki
Wyniki Uczestników VI Międzynarodowych Spadochronowych Mistrzostw Polski w Akrobacji Zespołowej RW-4 Gliwice 1997 podano za: Jan Isielenis, Archiwum Sekcji Spadochronowej Aeroklubu Gliwickiego, 1997. Brak numerów stron w książce
W zawodach brało udział 23 zawodników  reprezentujących 5 zespołów.
| Klasyfikacja – Akrobacja zespołowa RW-4 | Klasyfikacja – Akrobacja zespołowa RW-4                                                                       | Klasyfikacja – Akrobacja zespołowa RW-4 | Klasyfikacja – Akrobacja zespołowa RW-4 | Klasyfikacja – Akrobacja zespołowa RW-4 | Klasyfikacja – Akrobacja zespołowa RW-4 | Klasyfikacja – Akrobacja zespołowa RW-4 | Klasyfikacja – Akrobacja zespołowa RW-4 |
| --------------------------------------- | --- | --------------------------------------- | --------------------------------------- | --------------------------------------- | --------------------------------------- | --------------------------------------- | --------------------------------------- |
| Miejsce                                 | Drużyna | Kolejka                                 | Kolejka                                 | Kolejka                                 | Kolejka                                 | Kolejka                                 | Razem                                   |
| Miejsce                                 | Drużyna | I                                       | II                                      | II                                      | IV                                      | V                                       | Razem                                   |
| 1                                       | Aeroklub Polski Marcin Wilk, Artur Kuchta, Mariusz Bieniek, Krzysztof Filus, Mirosław Wyszomirski (kamera)    | 0                                       | 5                                       | 7                                       | 7                                       | 6                                       | 25                                      |
| 2                                       | Aeroklub ROW Jarosław Pawłowski, Mariusz Koba, Tomasz Adamiak, Sebastian Sobczak                              | 5                                       | 1                                       | 4                                       | 4                                       | 4                                       | 18                                      |
| 3                                       | Aeroklub Gliwicki Piotr Polewski, Robert Krawczak, Bartosz Cisek, Dominik Orpel, Wiesław Walasiewicz (kamera) | 3                                       | 4                                       | 4                                       | 3                                       | 4                                       | 18                                      |
| 4                                       | Aeroklub Ziemi Lubuskiej Liwiusz Paramończyk, Tomasz Bazylewicz, Maciej Machowicz, Artur Milczewski           | 2                                       | 5                                       | 0                                       | 1                                       | 5                                       | 13                                      |
| 5                                       | Aeroklub Śląski Janusz Kucharski, Krzysztof Mikulski, Dariusz Kiełbasa, Tomasz Walaszek, Mirosław Wojtania    | 1                                       | 0                                       | 0                                       | 0                                       | 0                                       | 1                                       |